# Garotta Di Ansjovis
Garotta Di Ansjovis är ett mixtape av Organism 12 och DJ Large. På skivan gästspelar Onkl P, Ison, Jaa9, Jorg-1, Defekt samt T.R. Mixtapet släpptes under 2005.
Namnet är förmodligen taget från när Ulf Dageby framförde Doin' the omoralisk schlagerfestival under namnet Sillstryparn på Alternativfestivalen i Stockholm 1975.

## Låtlista
1. Hjärtligt välkomna
2. Hata mig nu (Hate me now freestyle)
3. Tomma fickor
4. Hold you down (freestyle med Ison)
5. Gå DJ (Go DJ freestyle)
6. Sparkar in din dörr
7. Slå ner dom i skorna
8. New York, New York freestyle
9. Hail Mary (freestyle)
10. Hell on earth (freestyle)
11. Tiden är nu (med T.R)
12. Dammet av axeln (Dirt off your shoulder freestyle)
13. Sanningen (The truth freestyle)
14. Westside story (freestyle med Onkl P, Defekt, Jaa9 & Jorg-1)
15. Passa din mick (med Ison)
16. Hej man (Hey Ma freestyle)
17. 1 skritt fram 2 skritt tilbake (med Onkl P)
18. Vem är jag? (Rubberband man freestyle)
19. Hjulben a.k.a. '93 beatet